# Кубок немецкой лиги по футболу 2007
Кубок немецкой лиги по футболу 2007 (ориг. Deutscher Ligapokal) — 11-й розыгрыш Кубка немецкой лиги, который стал последним в его истории. Турнир хотели провести и в 2008 году, но в связи с проведением Евро-2008 соревнование пришлось перенести.
Формат турнира потерпел изменения по сравнению с прошлыми сезонами. Теперь, вместо команды занявшей пятое место в Бундеслиге, участие в турнире принял чемпион второй Бундеслиги — «Карлсруэ». По итогам турнира, «Бавария» выиграла свой шестой Кубок лиги.

## Клубы участники
Всего на турнир квалифицировалось 6 команд:
- 1-е, 2-е, 3-е и 4-е место в Бундеслиге по итогам сезона 2006/07 («Штутгарт», «Шальке 04», «Вердер», «Бавария»)[2]
- Обладатель Кубка Германии в сезоне 2006/07 — «Нюрнберг»[3]
- Чемпион второй Бундеслиги — «Карлсруэ»[4]

## Предварительный раунд
| Шальке 04    | 1:0 | Карлсруэ |
| ------------ | --- | -------- |
| Алтынтоп 35′ |     |          |

| Вердер      | 1:4 | Бавария                                      |
| ----------- | --- | -------------------------------------------- |
| Боровски 8′ |     | Швайнштайгер 23′ Алтынтоп 27′ Рибери 35′ 54′ |

## Полуфиналы
| Команда 1    | Результат | Команда 2 |
| ------------ | --------- | --------- |
| 24 июля 2007 |           |           |
| Нюрнберг     | 2:4       | Шальке 04 |
| 25 июля 2007 |           |           |
| Штутгарт     | 0:2       | Бавария   |

| Нюрнберг       | 2:4 | Шальке 04                                              |
| -------------- | --- | ------------------------------------------------------ |
| Виттек 20′ 73′ |     | Кобиашвили 38′ Эрнст 43′ Ливенкрандс 45′ Вестерман 58′ |

| Штутгарт | 0:2 | Бавария              |
| -------- | --- | -------------------- |
|          |     | Рибери 6′ Вагнер 66′ |

## Финал
| Шальке 04 | 0:1 | Бавария   |
| --------- | --- | --------- |
|           |     | Клозе 29′ |